# Ceracrisoides shannanensis
Ceracrisoides shannanensis är en insektsart som beskrevs av Bi, D. och Wei Ying Hsia 1987. Ceracrisoides shannanensis ingår i släktet Ceracrisoides och familjen gräshoppor. Inga underarter finns listade i Catalogue of Life.